# Jorge Manera
Jorge Amílcar Manera Lluberas (Salto, 18 de noviembre de 1929) es un ingeniero civil uruguayo que tuvo una destacada actuación en el Movimiento de Liberación Nacional-Tupamaros (MLN-T).

## Biografía
Hijo de Sara Lluberas y Amílcar Manera, un conocido dirigente batllista que estuvo preso en la isla de Flores durante la dictadura de Terra y fuera Electo diputado del departamento de Salto por el partido Colorado.
De profesión ingeniero civil, Jorge Manera inició su militancia política en el partido Socialista en 1950.
Junto a otros militantes políticos y sindicales fundó el Movimiento de Liberación Nacional-Tupamaros (MLN-T) en un proceso llevado a cabo entre 1960 y 1963. Integrante de la dirección del movimiento, es detenido en 1964 luego del asalto al Banco Comercial y permanece preso por un año.
Nuevamente detenido en 1969, protagoniza en septiembre de 1971 junto a otros 110 presos la famosa fuga del Penal de Punta Carretas, sin violencia y a través de un túnel.
Vuelve a ser detenido en 1972, es procesado por la Justicia Militar y permanece en calidad de rehén de la dictadura desde 1974 hasta 1984, período en el que, al igual que otro grupo de hombres y mujeres, es recluido en cuarteles militares en condiciones inhumanas y con la amenaza de ser eliminados en caso de que el MLN-T actuase contra la dictadura cívico militar. Durante ese período fue trasladado en numerosas ocasiones por diferentes batallones y cárceles de Uruguay. entre enero y septiembre de 1976 estuvo detenido en el Batallón de infantería n°4 de Colonia, de septiembre de ese año a agosto de 1977 estuvo encarcelado en Trinidad, mientras que en abril de 1978 fue trasladado a Colonia, donde se lo mantuvo en total aislamiento durante 6 meses. En mayo de 1980 se lo trasladó al Batallón de Ingenieros n°3.
Su situación, al igual que muchas otras, fue denunciada en organismos internacionales. En abril de 1984 el Comité de Derechos Humanos del Pacto Internacional de Derechos Civiles y Políticos, luego de analizar denuncias presentadas y respuestas del gobierno uruguayo, dictaminó la constatación de varias violaciones al Pacto por parte del gobierno uruguayo hacia Jorge Manera y exigió el cese de las mismas.
En 1984 vuelve a ser trasladado al penal de Libertad, y en 1985 con el retorno de la democracia recupera su libertad.
Se dedica desde ese momento a la reorganización del MLN-T hasta 1989, cuando renuncia a la dirección del movimiento.